# 8329 Speckman
8329 Speckman eller 1982 FP3 är en asteroid i huvudbältet som upptäcktes den 22 mars 1982 av den belgiske astronomen Henri Debehogne vid La Silla-observatoriet. Den är uppkallad efter amerikanen Mark Speckman.
Asteroiden har en diameter på ungefär 14 kilometer och den tillhör asteroidgruppen Themis.